# IAR-14
Die IAR-14 war ein rumänisches Jagdflugzeug. Es wurde im Jahre 1933 von Intreprinderea Aeronautică Română entwickelt und von den Luftstreitkräften Rumäniens eingesetzt. Die IAR-14 ging auf ein ähnliches Muster, die IAR-12, zurück.

## Geschichte
Die Entwicklung der IAR-14 begann mit der Entwicklung des Vorgängermodells IAR-12, das von Elie Carafoli zu Beginn der 1930er-Jahre entworfen wurde und 1932 erstmals flog. Es handelte sich bei diesem Typ um einen Tiefdecker in Gemischtbauweise, der von einem 450 PS starken W-Motor Lorraine-Dietrich 12Eb angetrieben wurde und mit zwei 7,7-mm-MGs von Vickers bewaffnet war. Die IAR-12 ging ihrerseits auf die IAR-11 von 1930 zurück.
Eine Verbesserung der Aerodynamik der IAR-12 und ein Austausch des Motors gegen einen V-Motor Hispano-Suiza 12Mc führten 1934 zum Nachfolgetyp IAR-13, der mit der polnischen PZL P.11 um eine Ausschreibung der Luftstreitkräfte Rumäniens für einen neuen Jägertypen konkurrierte. Da das rumänische Militär durch die Möwenflügelform des Tragwerks der PZL P.11 stärker beeindruckt wurde als durch den Tiefdecker von IAR, ging der Zuschlag letzten Endes an das polnische Konkurrenzmuster, das bei IAR zudem in Lizenz gefertigt werden sollte.
Die Entwicklung eines eigenen Jagdeinsitzers wurde bei IAR nicht aufgegeben. Erneut wurden die aerodynamischen Eigenschaften der IAR-13 durch Verkleinerung der Haupttragflächen und Überarbeitungen an der Form des Hecks verbessert. Zudem kam wieder der Lorraine-Dietrich 12Eb zum Einsatz. Obwohl dieser Motor demjenigen von Hispano-Suiza leistungsmäßig unterlegen war, hatte er den Vorteil, dass er bei IAR in Lizenz gefertigt werden konnte. Die Bewaffnung bestand nach wie vor aus den zwei 7,7-mm-MGs von Vickers.
Die Änderungen am Design des nunmehr als IAR-14 bezeichneten Typs bewogen die rumänische Luftwaffe dazu, eine Serie von 20 Stück zu Probezwecken zu bestellen. Die Flugzeuge wurden 1934 ausgeliefert und ausgiebig untersucht, woraufhin sie zu Trainingszwecken eingesetzt wurden. In dieser Rolle wurden sie bis in den Zweiten Weltkrieg hinein verwendet.

## Einsatzländer
- Rumänien

## Technische Daten
| Kenngröße             | Daten                                                                      |
| --------------------- | -------------------------------------------------------------------------- |
| Besatzung             | 1                                                                          |
| Länge                 | 7,32 m                                                                     |
| Spannweite            | 11,70 m                                                                    |
| Höhe                  | 2,50 m                                                                     |
| Flügelfläche          | 20,3 m²                                                                    |
| Flügelstreckung       | 6,7                                                                        |
| Leermasse             | 1150 kg                                                                    |
| Startmasse            | 1540 kg                                                                    |
| Höchstgeschwindigkeit | 294 km/h in Bodennähe 265 km/h in 5000 m Höhe                              |
| Steigrate             | 10,5 min auf 5000 m                                                        |
| Dienstgipfelhöhe      | 7500 m                                                                     |
| Reichweite            | 600 km                                                                     |
| Triebwerke            | ein in Lizenz produzierter W-Motor Lorraine-Dietrich 12Eb, 450 PS (331 kW) |
| Bewaffnung            | zwei 7,7-mm-Vickers-Maschinengewehre im Bug                                |